# OLED
Un OLED (prescurtare din engleză de la organic light-emitting diode) este o componentă electronică în formă de folie foarte subțire luminoasă făcută dintr-un material organic semiconductor. Mai este denumit și LED organic. Comparând cu LED, tehnologia OLED este ieftină, neavând nevoie de un monocristal scump.
În ceea ce privește luminozitatea OLED-urilor, în ultima vreme s-au făcut mari progrese, fiind acum posibil să se renunțe la iluminarea suplimentară a fundalului/suportului (backlight). Marele avantaj al tehnologiei vine din faptul că OLED oferă control la nivel de fiecare pixel și astfel display-ul poate afișa cel mai profund negru și cea mai realistă și intensă paletă de culori.
O tehnologie nouă bazată pe OLED este așa-numita Active-Matrix OLED, cu abrevierea AMOLED sau AM OLED. Aici termenul "Active Matrix" se referă la modalitatea de adresare (activare și dezactivare) a fiecărui pixel constituent al ecranului.

## Istoria tehnologiei OLED
Evoluția OLED-urilor își are rădăcinile în cercetările efectuate în anii 1980, când laboratoarele Eastman Kodak au început să exploreze proprietățile materialelor organice în contextul emisiilor luminoase. În 1987, un grup de cercetători printre care Ching W. Tang și Steven Van Slyke au demonstrat pentru prima dată funcționalitatea practică a unui dispozitiv OLED, deschizând astfel calea pentru dezvoltarea ulterioară a tehnologiei. Această descoperire nu a avut efecte imdeiate dar a reprezentat un moment esențial în istoria OLED, marcând tranziția de la concepte teoretice la aplicații tehnologice concrete. 
In anii 1990 cercetările s-au concentrat pe îmbunătățirea eficienței, stabilității și duratei de viață a materialelor organice care se degradau rapid. Această perioadă a fost caracterizată de experimente ce au dus la optimizarea straturilor active și la creșterea performanțelor dispozitivelor OLED. Passive Matrix OLED (PMOLED) a apărut prima dată, folosit în ecrane mici, cum ar fi echipamentele de bord auto.
La începutul anilor 2000, introducerea tehnologiei OLED fosforescent comerciale (după ce prima demonstrație practică a fost realizată în 1998 de către Universitatea Princeton și University of Southern California, în colaborare cu compania Universal Display Corporation) a reprezentat o etapă importantă, datorită creșterii eficienței energetice și a performanței luminoase, facilitând astfel integrarea OLED-urilor în aplicații comerciale. Eastman Kodak și Sanyo au creat un joint venture numit SK Display, dezvoltând primul display active-matrix OLED. În 2003, SK Display a prezentat un prototip de ecran active-matrix OLED color de 2,2 inchi ale cărui specificații sunt incerte.
In 2005, Samsung prezintă la târgul SID (Society for Information Display), primul prototip comercial de ecran AMOLED, in dezvoltare proprie. Un an mai tarziu, în 2006, a lansat primul telefon cu un astfel de ecran, dedicat doar pieței coreene.
Incepand cu 2010, gigantii din industria electronicii, precum Samsung și LG Group, au adoptat tehnologia OLED pentru ecranele telefoanelor mobile, televizoarelor și dispozitivelor portabile. Aceasta a condus la inovații majore, cum ar fi dezvoltarea de ecrane curbate, pliabile și ultra-subțiri, care au integrat constant noi tehnologii și au redefinit standardele industriei în ceea ce privește aspectul și funcționalitatea, ceea ce deschide calea către noi aplicații.

## Dezavantaje
Display-ul OLED aproape că nu are dezavantaje, producătorii au îmbunătățit tehnologia de la an la an iar acum durata de viață a OLED-ului se apropie de 100.000 de ore de funcționare. Acest număr de ore se referă la timpul până la care luminozitatea display-ului OLED ajunge la 50%. Acest standard de măsurare se aplică și pentru restul de categorii de display, CRT sau LCD/LED indiferent de rezoluție.
Când un ecran OLED arată o imagine cu culori închise, are un consum redus de curent electric (40-50%) în comparație cu un ecran LCD (acesta este un avantaj), dar când arată o imagine cu culori deschise, atunci OLED-ul poate să consume mult mai mult curent electric decât un ecran LCD. Această caracteristică este foarte importană pentru aparatele mobile cu ecran OLED care sunt folosite pentru navigarea pe internet, deoarece cele mai multe site-uri au culori deschise (sunt pe fond alb), caz în care ecranul OLED descarcă mai repede bateria aparatului, în comparație cu un ecran LCD.

## Aplicații deja realizate
- ecran pentru aparate de navigație personale, mobile
- ecran pentru videoplayere personale, mobile
- ecran pentru telefoane mobile cu OLED sau și AMOLED

## Aplicații potențiale viitoare
OLED-urile se pretează în primul rând la producerea de ecrane pentru televizoare „mari”, de ordinul a 1 m diagonală și mai mult, la telefoanele mobile, monitoare și display-uri de calculator, apoi și la elemente iluminatoare de mare suprafață. Un avantaj important este și consumul redus de curent electric, care duce la mărirea eficienței aparatelor cu OLED.
Deoarece materialele din care sunt făcute OLED-urile sunt flexibile, există în plus un mare potențial pentru realizarea unor aplicații suplimentare în viitorul apropiat, ca de exemplu:
- ecrane flexibile, care se pot la nevoie împături sau se pot face sul
- așa-numita „hârtie electronică” (în engleză: e-paper), de ex. pentru publicarea ziarelor, în alb/negru cât și color
- iluminarea locuințelor printr-o folie mare, subțire și transparentă (deci aproape invizibilă) aplicată direct pe perete sau tapet.